# Miejsce zbrodni. Witamy w Hamburgu
Miejsce zbrodni. Witamy w Hamburgu (niem. Tatort. Wilkommen in Hamburg) – niemiecki film kryminalny z 2012 roku w reżyserii Christiana Alvarta, wyprodukowany przez wytwórnie Constantin Television, PolyScreen Produktionsgesellschaft für Film und Fernsehen i Norddeutscher Rundfunk (NDR).

## Fabuła
Niemiecki funkcjonariusz Niklas „Nick“ Tschiller (Til Schweiger) rozpoczyna pracę w hamburskiej policji. Wraz ze swoim partnerem Yalcinem Gümerem (Fahri Yardim) wpada na ślad gangu, który zajmuje się handlem żywym towarem. Pozbawiony wsparcia zwierzchników, mężczyzna kontynuuje dochodzenie na własną rękę, ryzykując swoje życie.

## Obsada
- Til Schweiger jako Niklas „Nick“ Tschiller
- Fahri Yardım jako Yalcin Gümer
- Tim Wilde jako Holger Petretti
- Britta Hammelstein jako Ines Kallwey
- Mark Waschke jako Max Brenner
- Mavie Hörbiger jako Sandra Bieber
- Luna Schweiger jako Lenny Tschiller, córka Nicka
- Nicole Mercedes Müller jako Tereza
- Edita Malovčić jako Hanna Lennerts
- Stefanie Stappenbeck jako Isabella Schoppenroth
- Arthur Abraham jako Herkuran
- Wotan Wilke Möhring jako Thorsten Falke
- Erdal Yıldız jako Firat Astan
- Sahin Eryilmaz jako Ismal Astan
- Kasem Hoxha jako Amed
- David Scheller jako Orhan